# Seznam lůžkových zdravotnických zařízení v Brně

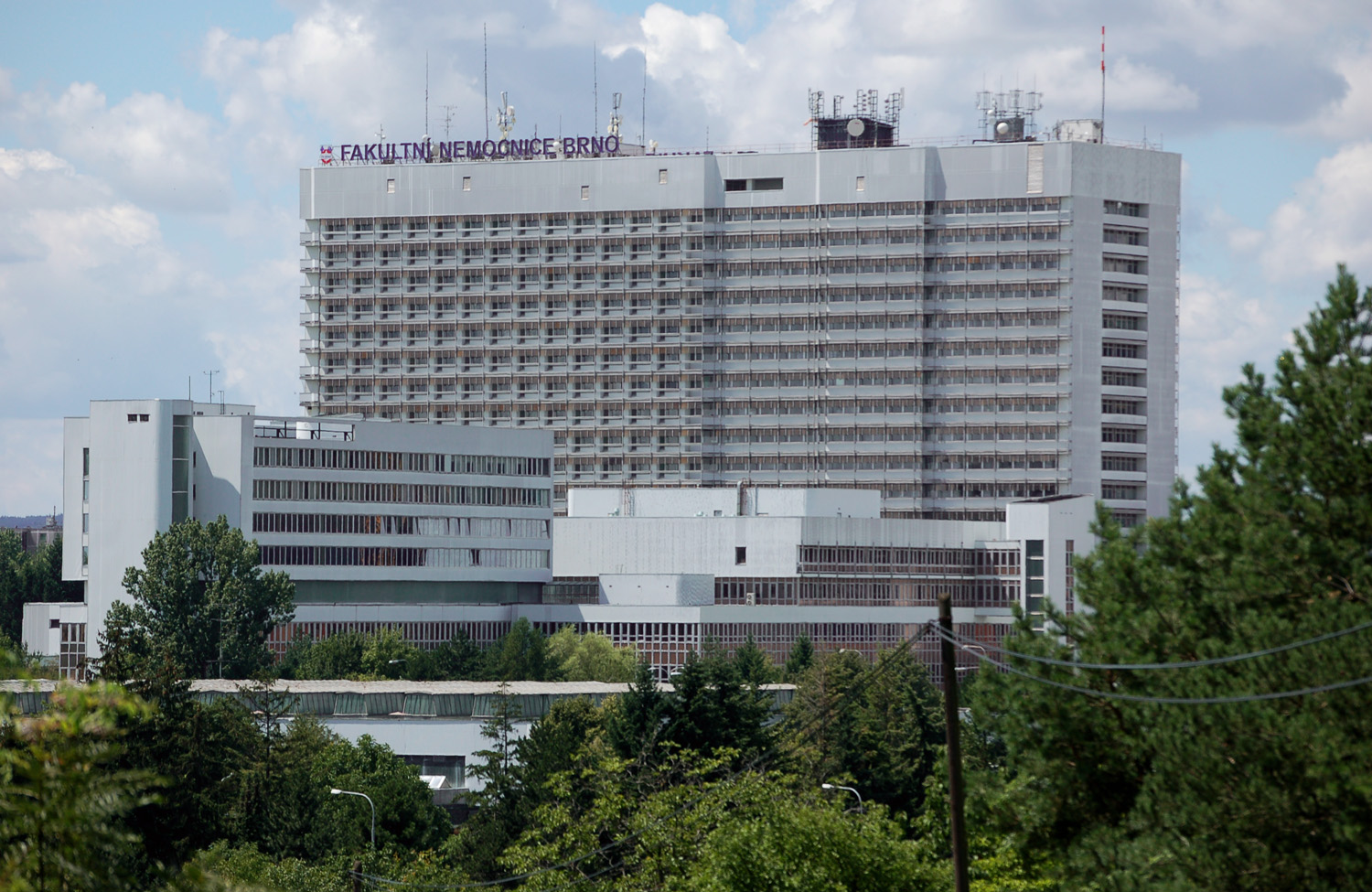
Fakultní nemocnice Brno

Seznam lůžkových zdravotnických zařízení v Brně je seznam veškerých lůžkových zdravotnických zařízení na území města Brna bez ohledu na zřizovatele.

## Státní a veřejné
- Centrum kardiovaskulární a transplantační chirurgie Brno, Pekařská 53
- Fakultní nemocnice Brno, Jihlavská 20
- Fakultní nemocnice u sv. Anny v Brně, Pekařská 53
- Masarykův onkologický ústav, Žlutý kopec 7
- Nemocnice Milosrdných bratří, Polní 3
- Nemocnice Vazební věznice Brno, Jihlavská 12
- Psychiatrická nemocnice Brno, Húskova 2
- Úrazová nemocnice v Brně, Ponávka 6

- Vojenská nemocnice Brno, Zábrdovická 3

- Dětská nemocnice Brno, Černopolní 9

## Soukromé
- IC Klinika Brno, Bulharská 29 a Nové sady 4
- Sanatorium Helios, Štefánikova 12
- SurGal Clinic, Drobného 38